# Coimbra Sports
O Coimbra FC Porto, anteriormente Coimbra Sports e Coimbra Esporte Clube, e mais conhecido apenas como Coimbra, é um clube de futebol sediado no bairro de Sapucaias, em Contagem, no estado de Minas Gerais. Fundado em 5 de janeiro de 1986, atualmente manda seus jogos na Estádio Independência, em Belo Horizonte, e no estádio Flávio Pentagna Guimarães, em Contagem. Seu maior rival é o Contagem Esporte Clube.

## História
Fundado em Nova Lima em 1986, foi batizado Coimbra em homenagem a Arthur Antunes Coimbra, o Zico. Se filiou à Confederação Brasileira de Futebol em 2006 e se profissionalizou três anos depois.
Disputou o Campeonato Mineiro de Futebol da Segunda Divisão de 2010, obtendo um quinto lugar no Grupo B. Foi terceiro colocado do Grupo B em 2011, em ambas as oportunidades sendo eliminado na primeira fase.
Em 2015, por questões logísticas durante a disputa da terceira divisão do futebol mineiro, o Coimbra mudou-se para a cidade de Uberlândia, fazendo uma parceria junto ao Uberlândia Esporte Clube visando a disputa do torneio com jogadores oriundos do time campeão do Módulo II.
Em 2018, no primeiro semestre disputou  o Campeonato Mineiro de futebol Sub-20, com mando de seus jogos no próprio CT em Contagem MG. Conseguiu se classificar para a segunda fase com 14 pontos em 11 jogos, ficando com a sexta posição. No hexagonal final foi eliminado ficando na quinta posição com quatro pontos em 10 jogos.
No segundo semestre disputou um jogo amistoso contra o Cruzeiro no Mineirão que terminou empatado em 1 a 1. No Campeonato Mineiro da segunda divisão terminou na liderança da Primeira fase. Nas semifinais eliminou o Araxá Esporte Clube nos pênaltis e se garantiu no Módulo II em 2019. Na final, depois de dois empates contra o Athletic Club, o Coimbra conquistou nos pênaltis o título da Segunda Divisão Mineira de 2018. O título é o mais importante da sua história.
No primeiro semestre de 2019, o time disputou pela primeira vez o Campeonato Mineiro-Módulo II e com uma campanha impecável terminou sendo a melhor campanha da primeira fase. Nas semifinais enfrentou o Nacional de Muriaé e com dois empates (1x1, 0x0) classificou-se para a final e ainda subiu para o Campeonato Mineiro-Módulo I de 2020.
No Campeonato Mineiro de Futebol de 2020, conseguiu empatar com o Atlético Mineiro e ganhar do Cruzeiro, os dois times mais tradicionais do estado.
Em 25 de janeiro de 2025, o Coimbra Sports firmou uma parceria no Porto, em Portugal, com o Futebol Clube do Porto, num acordo de cooperação válido por 12 anos, que prevê que os dragões "participem em todas as decisões estruturantes do clube mineiro, nomeadamente as relacionadas com a estratégia de formação, prospeção de talentos e recrutamento, a ocupação de cargos executivos e desportivos ou as questões orçamentais". Agora com a parceria, que inclui a mudança de nome e escudo do Coimbra, o clube mineiro passa a se chamar Coimbra FC Porto.
De acordo com o FC Porto, "o protocolo permite expandir a marca e aplicar a metodologia de formação azul e branca no Brasil, com especial enfoque no mercado de talentos locais. A parceria visa ainda fortalecer os laços comerciais e desportivos entre as partes, tendo em vista a criação de uma plataforma que permita valorizar e transferir jogadores, gerando benefícios mútuos."

## Títulos
| ESTADUAIS | ESTADUAIS                            | ESTADUAIS | ESTADUAIS  |
|           | Competição                           | Títulos   | Temporadas |
| --------- | ------------------------------------ | --------- | ---------- |
|           | Campeonato Mineiro - Módulo II       | 1         | 2019       |
|           | Campeonato Mineiro - Segunda Divisão | 1         | 2018       |

## Estatísticas

### Participações
|  | Participações em 2024 |

| Competição   | Competição         | Temporadas | Melhor campanha     | Estreia | Última | P | R |
| Minas Gerais | Campeonato Mineiro | 2          | 10º colocado (2020) | 2020    | 2021   |   | 1 |
| Minas Gerais | Módulo II          | 2          | Campeão (2019)      | 2019    | 2022   | 1 | 1 |
| Minas Gerais | Segunda Divisão    | 11         | Campeão (2018)      | 2010    | 2024   | 1 |   |

### Temporadas
Legenda:
| Campeão Vice-campeão Eliminado na semifinal | Classificado à Copa Libertadores da América pela campanha no Campeonato Brasileiro Classificado à Copa Libertadores da América pelo título da Copa do Brasil ou Copa Libertadores Classificado à Copa Sul-Americana ou Copa do Brasil | Campeão do Interior Rebaixado à divisão inferior Campeão e promovido à divisão superior Promovido à divisão superior |